# 龟兹

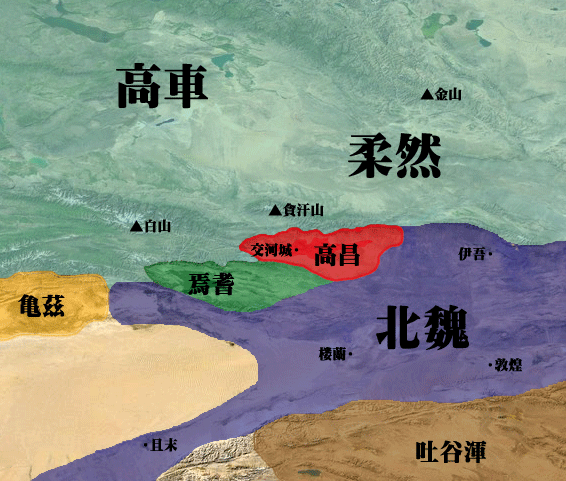
北魏時代龟兹与周边国。

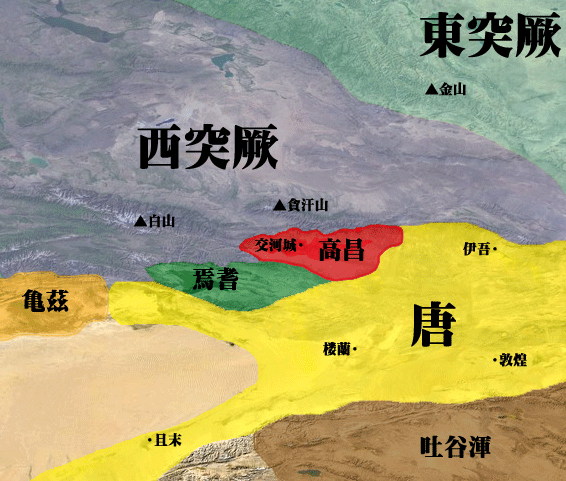
唐代龟兹与周边国。

龜茲（今「庫車」，龜茲语：Kutsi，梵文：Kuci(na)，维吾尔語：Küsen，前2世纪—14世纪），又称曲先、丘慈、邱慈、屈支、丘兹、拘夷、歸茲、屈茨、庫徹，是古代西域绿洲国家。648年唐设安西大都护府于龜茲，安西四镇之一。

## 發音
將「龜茲」標為「qiū cí」，源自自玄奘《大唐西域記》的記錄：『屈支，舊曰茲』法雲註曰：『又音丘慈』。不過，這是指在唐朝，『龜茲』的讀音與唐人對『丘慈』的讀音相同，並不代表『龜茲』二字在唐代的發音就是現代發音的「qiū cí」。讀作guī zī反而接近唐人對『丘慈』（閩南語：khu-tsû）的讀音。
「龜茲」（kutsi, kuci）作為西域「庫車國」的漢代音譯，《出三藏記集》作『拘夷』，《梵語雜名》作『歸茲』，《大唐西域記》作『屈支』，《新唐書》作『丘茲』或『屈茲』，《元史》作『庫徹』，今日作『庫車』。
第一音節的「龜、拘、歸、屈」等，若參照保留原本見組（軟顎音）發音的南方漢語，如閩南話及客家話等，大致為 ku、khu 一類的發音；而第二音節的「茲、夷、支、車」等，聲母基本上為ts-，主要區別在元音部分。復旦大學學者周振鶴認為，其中的聯繫在於有無附帶尾音-a的差異。

## 地理

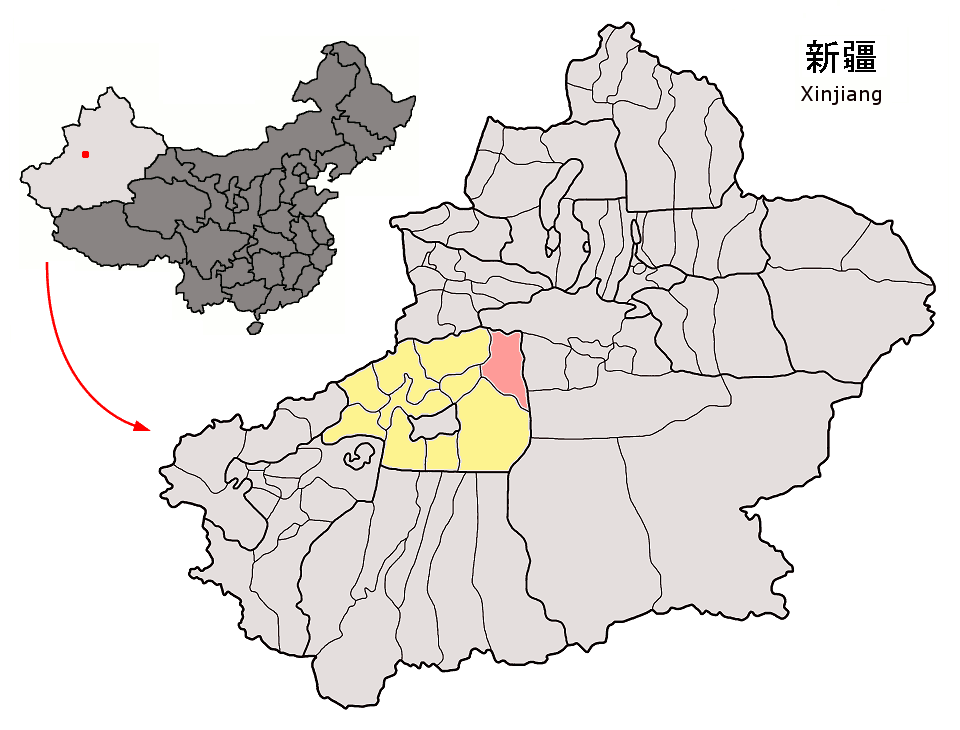
現代庫車縣的位置

龟兹国以库车绿洲为中心，最盛时北枕天山，南临大漠，西与疏勒接，东与焉耆为邻，相当于今新疆阿克苏地区和巴音郭楞蒙古自治州部分地区。在极长的历史时期内，是丝绸之路新疆段塔克拉玛干沙漠北道的重镇，宗教、文化、经济等极为发达，此外尚有冶铁业，名闻遐迩，西域许多国家的铁器多仰给于龟兹。

## 历史
- 西汉汉宣帝元康元年（前65年）龟兹王及夫人来朝，王及夫人皆賜印綬。夫人號稱公主，賜車騎旗鼓，歌吹數十人，綺繡雜繒琦珍凡數千萬。後數來朝賀，学习漢朝衣服制度，歸國后，按汉朝制度治理宮室。汉成帝、汉哀帝时龟兹和漢朝关系親密。(《前汉书·西域传》)
- 东汉光武帝建武二十二年（46年）莎车王贤杀龟兹王，将龟兹分为龟兹、乌垒国，封则罗为龟兹王，封驷鞬为乌垒王。几年后，龟兹国人起义杀则罗、驷鞬，遣使匈奴，请立新王。匈奴立龟兹贵人身毒为龟兹王，于是龟兹属匈奴。（《后汉书·西域传》）
- 东汉汉明帝永平十六年（73年），龟兹王建为匈奴所立，据有北道，攻破疏勒，杀疏勒王，立龟兹人兜题为疏勒王
- 东汉汉明帝永平十七年（74年），班超从间道到疏勒，去兜题所居橐城九十里，遣吏田虑先往说降。兜题见田虑轻弱，无降意。田虑乘兜题无备，劫缚兜题，兜题左右惊惧奔走。田虑驰报班超，班超即赴之，召集疏勒全部将吏，说以龟兹无道之状，因立其故王兄子忠为疏勒王，疏勒国人大悦。疏勒王忠及官属皆请杀兜题，超不听，欲示以威信，释而遣之。疏勒由是与龟兹结怨。
- 东汉汉明帝永平十八年（75年），汉明帝驾崩。焉耆以中国大丧，遂攻没都护陈睦。超孤立无援，而龟兹、姑墨数度发兵攻疏勒。班超守盘橐城，与疏勒王忠为首尾，士吏单少，拒守岁余。
- 东汉汉章帝建初元年（76年）汉章帝初即位，恐班超单危不能自立，下诏征超。疏勒两城自超去后，复降龟兹。
- 东汉汉章帝建初三年（78年），班超率疏勒、康居、于闐、居弥兵一万人攻破姑墨石城，斩首七百级。班超欲因此叵平诸国，上疏请兵：“窃见先帝欲开西城，故北击匈奴，西使外国，鄯善、于闐即时向化。今拘弥、莎车、疏勒、月氏、乌孙、康居复愿归附，欲共并力破灭龟兹，平通汉道。若得龟兹，则西域未服者百分之一耳……今西域诸国，自日之所入，莫不向化，大小欣欣，贡奉不绝，惟焉耆，龟兹独未服从。臣前与官属三十六人奉使绝域，备遭艰厄。自孤守疏勒，于今五载，胡夷情数，臣颇识之。问其城郭大小，皆言“倚汉与依天等”。以是效之，则蔥嶺可通，蔥嶺通则龟兹可伐。今宜拜龟兹侍子白霸为其国王，以步骑数百送之，与诸国连兵，岁月之间，龟兹可禽。以夷狄攻夷狄，计之善者也。臣见莎车、疏勒田地肥广，草牧饶衍，不比敦煌、鄯善间也，兵可不费中国而粮食自足。且姑墨、温宿二王，特为龟兹所置，既非其种，更相厌苦，其势必有降反。若二国来降，则龟兹自破。愿下臣章，参考行事。”书奏，帝知其功可成，建初五年（80年），发兵千人就班超。
- 东汉建初七年（82年），疏勒王忠与龟兹密谋，遣使诈降班超。班超知其内奸而外伪许之。忠大喜，即从轻猗诣超。超密勒兵待之，为供张设乐，酒行，乃叱吏缚忠斩之，击破其众，杀七百余人，南道于是遂通。
- 东汉建初九年（84年），龟兹、姑墨、温宿皆降；班超废龟兹王尤利多，立白霸为龟兹王。
- 魏文帝黄初三年（222年）鄯善、龟兹、于阗王各遣使奉献。
- 《晋书·西戎》“龟兹国西去洛阳八千二百八十里，俗有城郭，其城三重，中有佛塔庙千所。人以田种畜牧为业，男女皆翦髮垂项。王宫壮丽，焕若神居”
- 晋武帝太康中（285年），龟兹王遣子入侍。
- 前秦建元十八年（382年）苻堅之大将吕光率兵七万伐龟兹，龟兹王白纯不降，吕光进军讨平龟兹。俘獲名僧鳩摩羅什，之後呂光在涼州姑臧自立為王，建立後涼。
- 北魏高祖孝文皇帝延兴五年（475年）龟兹等国遣使朝贡。太和二年（478年）龟兹国献名驼龙马珍宝。三年（479年）吐谷浑、龟兹、粟特等国遣使朝贡。
- 5世纪后，龟兹先后被嚈哒、吐蕃、回鹘统治，佛教文明曾受破坏。
- 《隋书·龟兹》“龟兹国，汉时旧国，都白山之南百七十里，东去焉耆九百里，南去于阗千四百里，西去疏勒千五百里，西北去突厥牙六百余里，东南去瓜州三千一百里。龟兹王姓白，字苏尼咥。都城方六里。胜兵者数千。风俗与焉耆同。龟兹王头系彩带，垂之于后，坐金师子座。龟兹国土产多稻、粟、菽、麦，饶铜、铁、铅、麖皮、铙沙、盐绿、雌黄、胡粉、安息香、良马、封牛。隋大业十一年（615年），龟兹国王遣使贡方物。”
- 唐太宗贞观八年（634年），龟兹、吐蕃、高昌、女国、石国遣使朝贡。贞观二十二年（648年）唐太宗派遣昆丘道副大总管郭孝恪讨伐龟兹，破都城，郭孝恪自留守，龟兹国相那利率众遁逃。那利等率众万余，与城内降胡表里为应攻郭孝恪。郭孝恪中流矢死，将军曹继叔收复都城。贞观二十二年648年设安西都护府，抚宁西域，统龟兹、焉耆、于阗、疏勒四国。安西都护府治所，在龟兹国城内，管戍兵二万四千人。
- 唐高宗麟德四年（667年）吐蕃陷白州等一十八州，又陷龟兹拨换城。唐朝罢安西四镇。上元中（675年）龟兹王白素稽献银颇罗、名马。
- 北宋宋真宗咸平四年（1001年）、大中祥符三年（1010年）、六年、天禧元年（1017年）、四年、天聖二年（1024年）、七年、九年、景祐四年（1037年）、宋神宗熙寧四年（1071年）、五年、宋哲宗紹聖三年（1096年），龟兹前后遣使朝貢十二次。
- 11世纪初期，来自于锡尔河下游三角洲的阿弗喇昔牙卜家族的会建立的大可汗王朝皈依伊斯兰教，对西域诸佛国发起了旷日持久的“圣战”。14世纪末期，因帖木儿入侵而导致的改宗伊斯兰的察合台汗秃忽鲁帖木儿对龟兹的佛教教徒进行了残酷的迫害，对佛教文化进行了毁灭性的破坏。佛教寺院庙宇被拆毁，佛像被捣毁，佛教经典文献被焚烧，佛教教徒被屠杀，具有千余年历史的龟兹佛教文化被破坏殆尽。当地佛教僧侣或被迫接受伊斯兰教，或逃往异国他乡，或抗拒被杀。

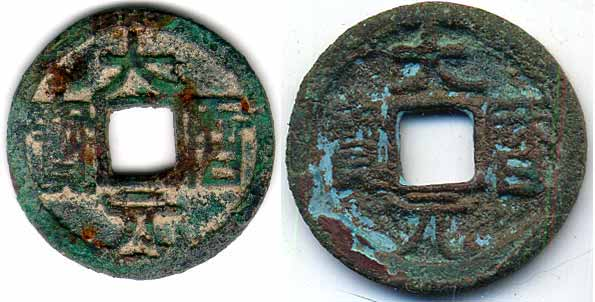
在龟兹发掘出的大历元宝钱币

## 龟兹王列表
龟兹(前72-788)
| 名           | 在位时间 | 即位年       |
| ------------ | -------- | ------------ |
| 绛宾         | (36)     | 己酉 前72    |
| 丞德         | (52)     | 乙酉 前36    |
| 弘           | (30)     | 丙子 16      |
| 则罗         | (4)      | 甲午 46      |
| 身毒         | (23)     | 庚戌 50      |
| 建           | (3)      | 癸酉 73      |
| 尤利多       | (16)     | 丙子 76      |
| 白霸         | (19)     | 辛卯 91      |
| 白英         | (17)     | 庚戌 110-127 |
| 白？         | (58)     | 壬寅 222     |
| 白山         | (46)     | 庚子 280     |
| 龙会         | (23)     | 丙戌 326     |
| 白纯         | (33)     | 己酉 349     |
| 白震         | (55)     | 壬午 382     |
| 白？         | (38)     | 丁丑 437     |
| 白？         | (28)     | 乙卯 475     |
| 尼瑞摩珠那胜 | (40)     | 辛丑 521     |
| 托提卡       | (19)     | 壬午 562     |
| 苏尼咥       | (34)     | 辛丑 581     |
| 苏伐勃駃     | (3)      | 乙亥 615     |
| 苏伐叠       | (29)     | 戊寅 618     |
| 诃黎布失毕   | (1)      | 丁未 647     |
| 叶护         | (2)      | 戊申 648     |
| 诃黎布失毕   | (9)      | 庚戌 650     |
| 素稽         | (19)     | 己未 659     |
| 延繇拔       | (30)     | 戊寅 678     |
| 白莫苾       | (11)     | 戊申 708     |
| 白孝节       | (12)     | 己未 719     |
| 白环         | (57)     | 辛未 731     |

## 龟兹语言
龟兹语属于印欧语系中颚音类语言的吐火罗语方言，用印度的婆罗米文书写。由于在语言学分类学上吐火罗语与其近邻—印欧语的主要东方分支咝音类语言的印度-伊朗语的距离较远，反而与分布于欧洲的颚音类语言的拉丁一凯尔特语与日尔曼语有较近的关系，故它在印欧语分类学的研究中占有举世公认的重要地位。这使得龟兹成为古印欧语在东方分布最远点的标志地名之一。

## 龟兹的佛教
公元初年前后，印度佛教经大夏（今阿富汗北部）、安息（今伊朗东北部）、大月氏（今阿姆河流域），并越过葱岭（今帕米尔高原）传入龟兹。龟兹佛教以小乘为主，兼及大乘。公元3世纪中叶，龟兹佛教进入全盛时期，《晋书·四夷传》载：“龟兹国西去洛阳八千二百八十里，俗有城郭，其城三重，中有佛塔庙千所。”西晋以后，龟兹的佛教已经相当普及。唐贞观元年（627年）著名高僧玄奘到印度取经，在《大唐西域記》纪述屈支国（即龟兹）的佛教:“伽蓝百余所。僧徒五千余人习学小乘教说一切有部。经教律仪取则印度。”在當地，玄奘與龜茲國師木叉麴多辯經，大獲全勝。
佛教很可能是最初由龟兹传入中国的。法国汉学家列维在《所谓吐火罗语B即龟兹语考》一文中指出据中国最早的2世纪佛经译本中的佛教用语如“沙门”、“沙弥”不能对比梵文的sramana、sramenera，但与龟兹语的samane、sanmir很近，由此断定中国2世纪佛经必定是从原始的龟兹语翻译而来，龟兹语作为佛经传入中国的谋介，大約在公元一世纪。著名的佛经翻译家如龟兹国师鸠摩罗什于401年到长安，组织译场翻译佛经。来自龟兹的高僧还有龟兹王世子帛延、帛尸梨蜜、帛法炬、佛图澄、莲华精进等。
龟兹的佛教石窟是中国佛教石窟中开凿最早的，包括六个主要石窟群：克孜尔石窟、库木吐拉石窟、森木塞姆石窟、克孜尔尕哈石窟、玛扎伯哈石窟、托乎拉克艾肯石窟。其中克孜尔石窟是龟兹石窟中建造最早的，也是现存规模最大的，有编号的洞窟达 236个。龟兹石窟在伊斯兰教征服西域后被埋没于荒沙蔓草之中近千年，直至被后人所发现。

## 龟兹文学
- 《弥勒会见记》剧本
- 《摩尼教赞美诗》
- 《一百五十赞歌》

## 龟兹艺术
根据历史学家向达考证，龟兹琵琶七调起源于印度北宗音乐。龟兹乐娑陀力（宫声）来自印度北宗音乐的Shadja，般赡调（羽声）来自印度北宗音乐的Panchama调。龟兹音乐传入中国，在唐代演变成为唐代佛曲。
据郑樵《通志》，龟兹乐曲有二十，万岁、藏钩、七夕相逢、神仙留客、掷砖续命、投壶、舞席、同心髻、泛龙舟、斗鸡子、斗百草、善善还旧宫、长乐花、十二时、摩尼解、婆伽儿舞、小天舞、圣明乐、疏勒盐等。
唐杜佑《通典》：“龟兹乐，工人皂丝布头巾、绯丝布袍、锦袖、绯布。舞四人，红抹额、绯白、双乌皮靴。乐用竖箜篌一、琵琶一、五弦琵琶一、笙一、横笛一、箫一、筚篥一、答腊鼓一、腰鼓一、羯鼓一、毛员鼓一（今亡）、鸡娄鼓一、铜钹二、贝一”。“龟兹乐者，起自吕光破龟兹，因得其声。吕氏亡，其乐分散，后魏平中原，复获之。有曹婆罗门，受龟兹琵琶于商人，代传其业，至于孙妙达，尤为北齐文宣所重，常自击胡鼓和之”
除音律外，《隋书》記載了名為《小天》及《疏勒鹽》的舞曲；《舊唐書》則記有舞者四人，紅摸額，緋祅，白布褲，帑烏皮鞋的跳舞裝束。

### 引用
1. 1 2  谌旭彬. .   [2020-04-01]. （原始内容存档于2020-04-17）.
2. ↑  “不一定就读‘秋慈（Qiū cǐ）’。唐代以后，龟兹有时候也写做屈支、屈茨、邱兹或丘慈。如：许慎《说文解字》就说，龟兹之‘龟’，古音姬，亦音鸠。’今天的闽南话及客家话保留了很多古音，尤其是汉唐时期中原地区的发音。在闽南话中，恰恰把‘丘‘读成‘库’，把‘龟’读做‘古’，与‘库’同音。韩语‘ 丘’的读音也大致是‘库’（或‘古’）。而‘车’与‘兹’联系在于‘兹’后面带一个尾音‘阿’，连读就是‘车’。在今天的陕西韩城、合阳一带，就是这样的读法。”周振鶴; 游汝傑. . 2015.
3. ↑  .   [2012-06-24]. （原始内容存档于2011-10-12）.
4. 1 2  ［唐］杜佑《通典》卷一百四十六《方乐》

## 延伸阅读
[在维基数据编辑]
 《欽定古今圖書集成·方輿彙編·邊裔典·龜茲部》，出自陈梦雷《古今圖書集成》
 《晉書·卷097》，出自房玄齡《晉書》
 《梁書/卷54》，出自姚思廉《梁書》
 《魏書·卷102》，出自魏收《魏书》
 《周書·卷50》，出自令狐德棻《周書》
 《南史·卷79》，出自李延壽《南史》
 《北史·卷097》，出自李延壽《北史》
 《隋書·卷83》，出自魏徵《隋书》
 《舊唐書·卷198》，出自刘昫《舊唐書》
 《新唐書·卷221上》，出自《新唐書》
 《宋史·卷490》，出自脱脱《宋史》